# Ammophila horni
Ammophila horni là một loài tò vò trong họ Sphecidae, thuộc chi Ammophila. Loài này được von Schulthess miêu tả khoa học đầu tiên năm 1927.